# Championnat de Grèce de football 2019-2020
Navigation
2018-2019 2020-2021
La saison 2019-2020 de Super League est la 61e édition de la première division grecque sous sa forme actuelle.
Le championnat est composé de quatorze équipes, incluant une équipe promue de deuxième division, qui s'affrontent dans un premier temps à deux reprises sur vingt-six journées pour un total de 182 matchs. À l'issue de ces rencontres, la compétition se divise en deux poules distinctes accueillant respectivement les six premiers et les huit derniers du classement final de la première phase afin de déterminer, dans le premier cas, le vainqueur du championnat ainsi que les places européennes, et dans le deuxième les relégués en fin de saison.
Le championnat est suspendu le 13 mars 2020 en raison de la pandémie de Covid-19 ; la compétition ne reprend que le 6 juin 2020.
L'Olympiakos est sacré champion à l'issue de la 30e journée.

## Équipes participantes
AEK Athènes
Atromitos
Panathinaïkos
Paniónios
Légende des couleurs
- Troisième tour de qualification de la Ligue des champions 2019-2020
- Deuxième tour de qualification de la Ligue des champions 2019-2020
- Troisième tour de qualification de la Ligue Europa 2019-2020
- Deuxième tour de qualification de la Ligue Europa 2019-2020
- Promu de deuxième division

| Équipe           | Présent depuis | Classement 2018-2019 | Stade                          | Capacité |
| ---------------- | -------------- | -------------------- | ------------------------------ | -------- |
| PAOK Salonique   | 1959           | 1                    | Stade de Toúmba                | 28 700   |
| Olympiakos       | 1959           | 2                    | Stade Karaïskaki               | 32 115   |
| AEK Athènes      | 2015           | 3                    | Stade olympique d'Athènes      | 70 000   |
| Atromitos FC     | 2010           | 4                    | Stade Peristeri                | 10 000   |
| Aris Salonique   | 2018           | 5                    | Stade Kleánthis-Vikelídis      | 22 800   |
| Paniónios GSS    | 1997           | 6                    | Stade Nea Smyrni               | 12 200   |
| PAS Lamia        | 2017           | 7                    | Stade municipal de Lamia       | 6 000    |
| Panathinaïkos    | 1959           | 8                    | Stade Apóstolos Nikolaïdis     | 16 620   |
| Panetolikós FC   | 2013           | 9                    | Stade Panetolikós              | 7 000    |
| AEL Larissa      | 2016           | 10                   | AEL Arena                      | 16 118   |
| Asteras Tripolis | 2009           | 11                   | Stade Theodoros Kolokotronis   | 7 616    |
| AO Xanthi        | 1989           | 12                   | Xanthi Arena                   | 7 422    |
| OFI Crète        | 2018           | 13                   | Stade Theódoros-Vardinogiánnis | 9 088    |
| Volos FC         | 2019           | 1 (D2)               | Stade municipal Neapoli        | 2 500    |

## Compétition

### Règlement
Le classement est établi sur le barème suivant : une victoire rapporte trois points, un match nul en rapport un tandis qu'une défaite n'octroie aucun point.
En cas d'égalité de points, le premier critère de départage est l'ensemble des résultats lors des confrontations directes entre les équipes concernées (points obtenus puis différence de buts), suivi du nombre de buts inscrits et enfin du nombre de buts encaissés. Si après application de ces critères l'égalité subsiste, le classement final des équipes concernées est déterminé soit par tirage au sort, si les places disputées n'ont aucune influence particulière, soit par un match d'appui sur terrain neutre si la place disputée est qualificative pour une compétition européenne, le titre de champion ou la relégation.

### Première phase
| Rang | Équipe           | Pts   | J  | G  | N  | P  | Bp | Bc | Diff |
| ---- | ---------------- | ----- | -- | -- | -- | -- | -- | -- | ---- |
| 1    | Olympiakos C     | 66    | 26 | 20 | 6  | 0  | 53 | 9  | +44  |
| 2    | PAOK Salonique T | 52-7  | 26 | 18 | 5  | 3  | 50 | 23 | +27  |
| 3    | AEK Athènes      | 51    | 26 | 15 | 6  | 5  | 42 | 22 | +20  |
| 4    | Panathinaïkos    | 44    | 26 | 12 | 8  | 6  | 35 | 23 | +12  |
| 5    | OFI Crète        | 34    | 26 | 10 | 5  | 11 | 35 | 35 | 0    |
| 6    | Aris Salonique   | 34    | 26 | 8  | 10 | 8  | 38 | 32 | +6   |
| 7    | Atromitos FC     | 32    | 26 | 9  | 5  | 12 | 31 | 36 | -5   |
| 8    | AEL Larissa      | 30    | 26 | 7  | 9  | 10 | 28 | 33 | -5   |
| 9    | Asteras Tripolis | 30    | 26 | 8  | 6  | 12 | 32 | 37 | -5   |
| 10   | PAS Lamia        | 27    | 26 | 5  | 12 | 9  | 19 | 33 | -14  |
| 11   | Volos FC P       | 27    | 26 | 7  | 6  | 13 | 23 | 42 | -19  |
| 12   | AO Xanthi        | 18-12 | 26 | 8  | 6  | 12 | 21 | 32 | -11  |
| 13   | Panetolikós FC   | 17    | 26 | 3  | 8  | 15 | 20 | 42 | -22  |
| 14   | Paniónios GSS    | 11-6  | 26 | 4  | 5  | 17 | 16 | 45 | -29  |

Qualifications
- 1er à 6e : qualification pour le groupe championnat
- 7e à 14e : qualification pour le groupe relégation

Abréviations
- T : Tenant du titre
- C : Vainqueur de la Coupe de Grèce 2019-2020
- P : Promu de deuxième division

1. 1 2 3  Ces clubs ont rejoint le championnat lors de sa création en 1959, n'ayant jamais été relégués depuis.
2. ↑  Le PAOK Salonique est à l'origine pénalisé de 7 points en Championnat pour actionnariat commun avec Xanthi[1]. Cette décision sera annulée lors de la deuxième phase par le TAS.
3. ↑  L'AO Xanthi est pénalisé de 12 points en Championnat pour actionnariat commun avec le PAOK[1].
4. ↑  Le Paniónios GSS commence la saison avec une pénalité de six points pour ne pas avoir obtenu de licence[2].

#### Résultats
| Résultats (▼dom., ►ext.)                                   | AEK | ARI | AST | ATR | CRE | LAM | LAR | OLY | PNA | PNE | PNI | PAOK | VOL | XAN |
| AEK Athènes                                                |     | 1-1 | 2-1 | 3-2 | 3-0 | 2-0 | 3-0 | 0-0 | 1-0 | 3-1 | 5-0 | 2-2  | 3-2 | 1-2 |
| Aris Salonique                                             | 0-1 |     | 2-1 | 1-2 | 1-1 | 1-1 | 2-3 | 1-2 | 4-0 | 2-0 | 2-0 | 4-2  | 4-0 | 1-0 |
| Asteras Tripolis                                           | 2-3 | 1-1 |     | 2-1 | 2-0 | 4-1 | 1-1 | 0-5 | 1-1 | 2-1 | 2-0 | 1-2  | 0-0 | 5-0 |
| Atromitos FC                                               | 0-1 | 2-2 | 2-1 |     | 2-1 | 1-1 | 1-1 | 0-1 | 0-1 | 2-0 | 4-0 | 2-3  | 0-0 | 1-0 |
| OFI Crète                                                  | 1-0 | 3-1 | 3-1 | 1-0 |     | 3-0 | 0-0 | 0-1 | 1-1 | 3-1 | 4-1 | 0-1  | 1-2 | 2-0 |
| PAS Lamia                                                  | 0-0 | 2-2 | 1-1 | 2-2 | 2-1 |     | 0-0 | 0-4 | 1-1 | 0-0 | 1-1 | 0-1  | 1-0 | 1-0 |
| AEL Larissa                                                | 0-0 | 0-0 | 3-0 | 1-2 | 3-2 | 0-3 |     | 0-1 | 0-2 | 2-2 | 2-0 | 1-2  | 2-1 | 3-0 |
| Olympiakos                                                 | 2-0 | 4-2 | 1-0 | 2-0 | 2-1 | 2-0 | 4-1 |     | 1-0 | 2-0 | 4-0 | 1-1  | 5-0 | 3-1 |
| Panathinaïkos                                              | 3-2 | 0-0 | 1-0 | 3-0 | 1-3 | 2-0 | 1-2 | 1-1 |     | 3-1 | 3-0 | 2-0  | 4-1 | 0-1 |
| Panetolikós FC                                             | 0-1 | 2-0 | 1-1 | 0-1 | 2-0 | 1-1 | 2-2 | 0-3 | 0-0 |     | 1-0 | 0-3  | 1-1 | 1-2 |
| Paniónios GSS                                              | 1-1 | 1-1 | 0-1 | 1-0 | 1-2 | 0-1 | 1-0 | 1-1 | 0-1 | 3-0 |     | 0-2  | 1-2 | 0-0 |
| PAOK Salonique                                             | 1-0 | 2-2 | 3-1 | 5-1 | 4-0 | 3-0 | 1-0 | 0-1 | 2-2 | 2-1 | 2-1 |      | 1-0 | 2-0 |
| Volos FC                                                   | 1-3 | 1-0 | 0-1 | 2-3 | 1-0 | 1-0 | 0-0 | 0-0 | 1-1 | 3-2 | 2-1 | 0-2  |     | 1-3 |
| AO Xanthi                                                  | 0-1 | 0-1 | 2-1 | 1-0 | 2-2 | 0-0 | 2-1 | 0-0 | 0-1 | 0-0 | 1-2 | 1-1  | 3-1 |     |
| - Victoire à domicile - Match nul - Victoire à l'extérieur |     |     |     |     |     |     |     |     |     |     |     |      |     |     |

### Deuxième phase
À l'issue de la première phase, les équipes sont divisées en deux groupes. Les six premiers au classement sont ainsi intégrés au groupe championnat, dans lequel sont déterminés le vainqueur de la compétition ainsi que la répartition des places européennes, tandis que les huit derniers sont placés dans le groupe relégation, qui sert à déterminer les équipes reléguées.
Dans les deux cas, chaque équipe conserve l'intégralité de ses statistiques de la première phase. Les équipes se rencontrent à nouveau à deux reprises, une fois à domicile et à l'extérieur, et les règles de classification demeurent les mêmes.